# B-67
B-67 este un club de fotbal din Nuuk, Groenlanda care evolueaza in Coca Cola GM.

## Palmares
- Coca Cola GM: 6
  - Campioana : 1993, 1994, 1996, 1999, 2005, 2008

## Lotul sezonului 2010
Actualizat 2010, de la http://www.b-67.gl/ Arhivat în 11 ianuarie 2014, la Wayback Machine.
| Nr. |            | Poziție | Jucător               |
| --- | ---------- | ------- | --------------------- |
|     | Groenlanda | P       | John Kreutzmann       |
|     | Groenlanda | P       | Loqe Svane            |
|     | Groenlanda | F       | Aputsiaq Birch        |
|     | Groenlanda | F       | Lars-Niels Berthelsen |
|     | Groenlanda | F       | Maasi Maqe            |
|     | Groenlanda | F       | John Eldevig          |
|     | Groenlanda | M       | Anders Petersen       |
|     | Groenlanda | M       | Anders H. Petersen    |
|     | Groenlanda | M       | Mads Maqe             |
|     | Groenlanda | A       | Malik Duelund         |
|     | Groenlanda | A       | Peter Knudsen         |

| Nr. |            | Poziție | Jucător               |
| --- | ---------- | ------- | --------------------- |
|     | Groenlanda |         | Miki Petersen         |
|     | Groenlanda |         | Aqqalu Kreutzmann     |
|     | Groenlanda |         | Mika Heilmann         |
|     | Groenlanda |         | Norsaq Matthæusen     |
|     | Groenlanda |         | Aqi Ludvigsen         |
|     | Groenlanda |         | Malik K. Egede        |
|     | Groenlanda |         | Ole Rasmussen         |
|     | Groenlanda |         | Pavia Mølgård         |
|     | Groenlanda |         | Jens Frederik Nielsen |
|     | Groenlanda |         | Jens Lullu Kleist     |
|     | Groenlanda |         | Christian Laursen     |
|     | Groenlanda |         | Rene Olsen            |